# La Liga 1928-29
La Liga-sæsonen (1989-29) var den første sæson i La Liga som blev vundet af FC Barcelona.
| Fodbold | Spire Denne artikel om fodbold er en spire som bør udbygges. Du er velkommen til at hjælpe Wikipedia ved at udvide den. |